# Općina Demir Hisar
Demir Hisar (makedonski: Демир Хисар) je jedna od 80 općina na jugozapadu Sjeverne Makedonije. Upravno sjedište ove općine je gradić Demir Hisar, to zapravo znači željezna utvrda na turskom.

## Zemljopisne osobine
Općina Demir Hisar graniči s općinama: Kičevo na sjeveru, Kruševo i Mogila na istoku, Bitolom na jugu, te Resenom, Ohridom i Debarcem na zapadu.
Općina Demir Hisar ima sljedeća naselja: Babino, Barakovo, Bazernik, Belce, Boiste, Brezevo, Cerevo, Dolenci, Edinakovci, Golemo Ilino, Graište, Kočište, Kutretino, Malo Ilino, Mrenoga, Murgaševo, Novo Selo, Obednik, Pribilci, Radovo, Rakitnica, Rastojca, Sladuevo, Slepče, Sloeštica, Smilevo, Sopotnica, Strugovo, Suvodol, Suvo Grlo, Sveta, Utovo, Vardino, Virovo, Velmevci, Zagorice, Zašle, Železnec, Zurče, Žvan

## Stanovništvo
Po popisu stanovnika iz 2002 općina je imala 9 497 stanovnika.
Od toga je bilo:
- Makedonci = 9 179
- Albanci = 318
- ostali

## Pogledajte i ovo
- Demir Hisar
- Sjeverna Makedonija
- Općine Sjeverne Makedonije

## Vanjske poveznice
- O općini Demir Hisar na stranicama Diskover Macedonia